# Паті Малумандсоко
Паті Алондо Малумандсоко (фр. Pathy Alondo Malumandsoko, нар. 11 травня 2000, Фонтенбло, Франція) — французький футболіст, центральний захисник.

## Кар'єра
Розпочав займатись футболом у клубі «Фонтенбло» з однойменного рідного міста, де грав з 6 до 15 років, після чого перейшов до академії клубу «Кан» і влітку 2018 року підписав перший професіональний контракт з клубом. З 2017 року виступав за резервну команду, провівши 12 ігор у Національному чемпіонаті 3, але за першу команду так і не дебютував.
У вересні 2021 року став гравцем грецького клубу «Аполлон Понту», де за півтора сезони зіграв 32 матчі у другому дивізіоні країни.
У березні 2023 року підписав контракт з харківським «Металістом» з Прем'єр-ліги України.